# Gnophos anastomosaria
Gnophos anastomosaria là một loài bướm đêm trong họ Geometridae.